# Джон Іган (футболіст, 1992)
Джон Іган (англ. John Egan; нар. 20 жовтня 1992, Корк) — ірландський футболіст, захисник англійського клубу «Бернлі» та національної збірної Ірландії. Виступав також за низку англійських клубів, найбільш тривалий час грав за клуб «Шеффілд Юнайтед».

## Клубна кар'єра
Джон Іган народився 1992 року в місті Корк. Розпочав займатися футболом у юнацькій команді клубу «Грінвуд», пізніше продовжив займатися футболом у юнацькій команді англійського клубу «Сандерленд». У 2011 році футболіста перевели до головної команди «Сандерленда», проте за головну команду клубу він так і не дебютував, і до 2014 року грав у оренді за англійські клуби «Крістал Пелес», «Шеффілд Юнайтед», «Бредфорд Сіті» і «Саутенд Юнайтед».
У 2014 році ірландський футболіст на умовах постійного контракту став гравцем англійського клубу «Джиллінгем», у якому грав до 2016 року. З 2016 до 2018 року Іган грав у складі іншого англійського клубу «Брентфорд».
У 2018 році Джон Іган знову став гравцем англійського клубу «Шеффілд Юнайтед», у складі якого цього разу грав до 2024 року. Цього разу він став основним гравцем захисту команди, і провів у її складі загалом 206 матчів.
З 2024 року Джон Іган грає у складі англійського клубу «Бернлі».

## Виступи за збірні
Залучався до складу юнацької збірної Ірландії віком гравців до 17 років та юнацької збірної Ірландії віком до 19 років, загалом на юнацькому рівні взяв участь у 12 іграх.
Протягом 2012—2014 років Джон Іган грав у складі молодіжної збірної Ірландії. На молодіжному рівні зіграв у 6 офіційних матчах.
У 2017 році Іган дебютував у складі національної збірної Ірландії. Станом на вересень 2024 року зіграв у її складі 36 матчів, у яких відзначився 3 забитими м'ячами.